# Dermaphis japonensis
Dermaphis japonensis är en insektsart. Dermaphis japonensis ingår i släktet Dermaphis och familjen långrörsbladlöss. Inga underarter finns listade i Catalogue of Life.